# Supatá
Supatá è un comune della Colombia facente parte del dipartimento di Cundinamarca.
Il centro abitato venne fondato da Venancio e Isidro Aguilera nel 1872.